# Нехаенко, Степан Яковлевич
Степан Яковлевич Нехаенко (7 октября 1922 — 25 февраля 1996) — Герой Советского Союза. Советский военный деятель. Командир 7-й стрелковой ротой 3-го стрелкового батальона, 17-го гвардейского ордена Суворова стрелкового полка, 5-я гвардейская Городокская ордена Ленина Краснознамённая ордена Суворова стрелковая дивизия, 11-я гвардейская армия, 3-й Белорусский фронт, гвардии старший лейтенант.

## Биография
Степан Яковлевич Нехаенко родился 07.10.1922 в селе Танюшевка Новопсковский район Ворошиловградская область в семье крестьянина. Украинец. Член КПСС с 1945 года. В армии с октября 1941. Окончил курсы младших лейтенантов. В действующей армии с августа 1942 года. Дважды ранен.

## Подвиг

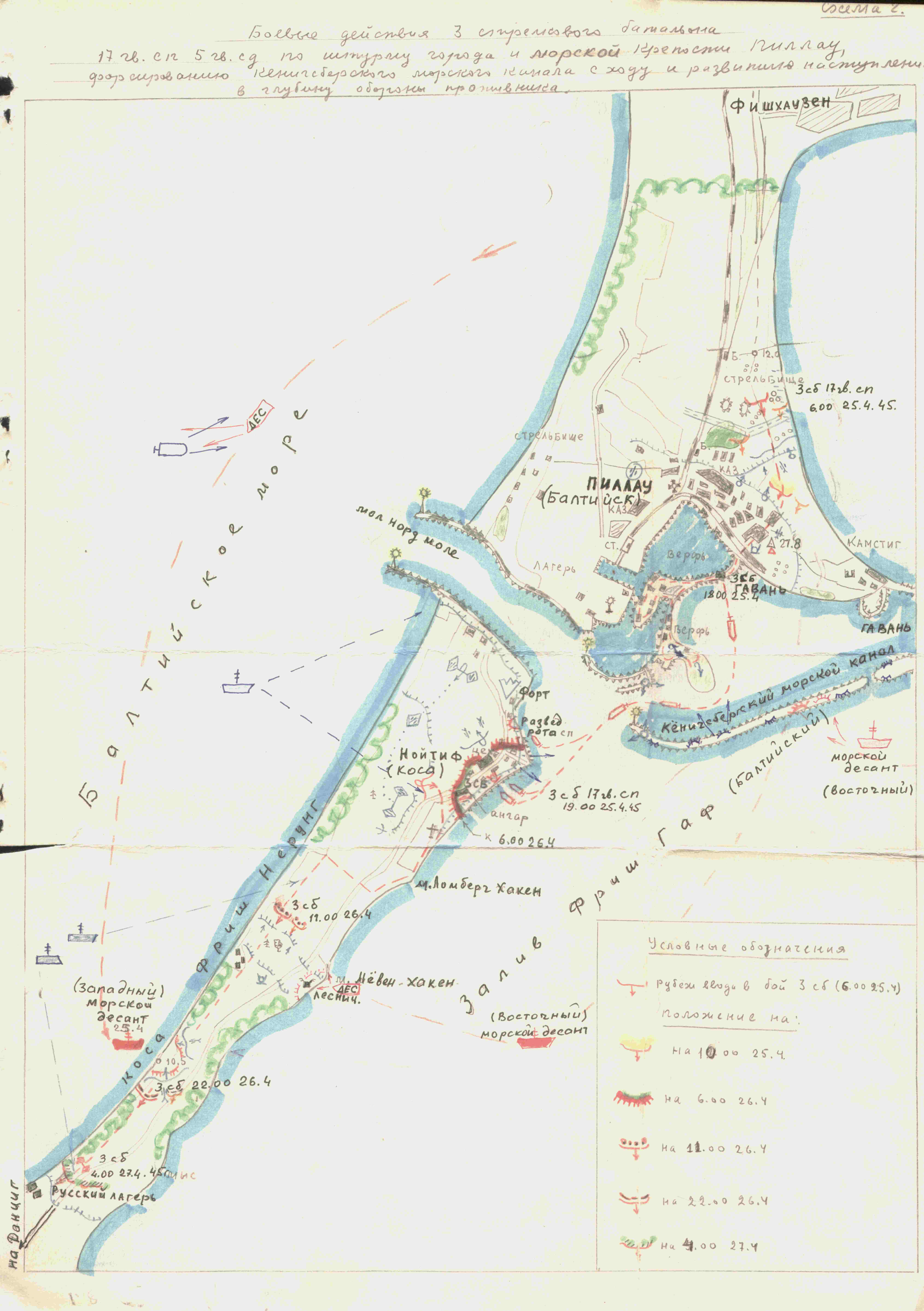
Боевые действия 3-го сб 17 гв. сп 5 гв. сд (комбат А.Дорофеев) в штурме Пиллау(Балтийск), при форсировании пролива Зеетиф, высадке десанта и захвате плацдарма на косе Фрише-Нерунг.

В 18.00 25 апреля 1945 года командир 7-й роты гвардии старший лейтенант Нехаенко С. Я. в составе 3-го стрелкового батальона 17-го гвардейского стрелкового полка гвардии майора Дорофеева А. В. в передовом отряде десанта на автомобилях-амфибиях умело организовал форсирование роты через пролив Зеетиф, соединяющий Балтийское море с заливом Фриш-Гаф (Фришес-Хафф), и высадился на косе Фрише-Нерунг. Рота захватила плацдарм, обеспечила успешную высадку второго эшелона батальона под командованием гвардии капитана Чугуевского Л. З., и высадку остальных десантов полка гвардии подполковника Банкузова А. И. и главных сил 5-я гвардейской стрелковой дивизии генерал-майора Г. Б. Петерса.

После войны окончил Военную академию имени М. В. Фрунзе. Работал в Киеве райвоенкомом. Полковник Нехаенко С. Я. в 1973 году уволился в запас.
Умер от фронтовых ран 25 февраля 1996 года в Киеве.

## Награды
- Герой Советского Союза[3];
- орден Ленина[3];
- орден Отечественной войны I степени;
- орден Отечественной войны II степени;
- орден Красной Звезды[4];
- медаль «За отвагу»[5];
- медаль «В ознаменование 100-летия со дня рождения Владимира Ильича Ленина»;
- медаль «За победу над Германией в Великой Отечественной войне 1941—1945 гг.»[6];
- юбилейная медаль «Двадцать лет Победы в Великой Отечественной войне 1941—1945 гг.»[7]);
- юбилейная медаль «Тридцать лет Победы в Великой Отечественной войне 1941—1945 гг.»[8];
- медаль «Сорок лет Победы в Великой Отечественной войне 1941-1945 гг.».[9];
- юбилейная медаль «50 лет Победы в Великой Отечественной войне 1941—1945 гг.»[10];
- медаль «За взятие Кёнигсберга»[11];
- медаль «Ветеран Вооружённых Сил СССР»;
- медаль «30 лет Советской Армии и Флота»[12];
- юбилейная медаль «40 лет Вооружённых Сил СССР»;
- юбилейная медаль «50 лет Вооружённых Сил СССР»;
- юбилейная медаль «60 лет Вооружённых Сил СССР»;
- юбилейная медаль «70 лет Вооружённых Сил СССР».

## Память

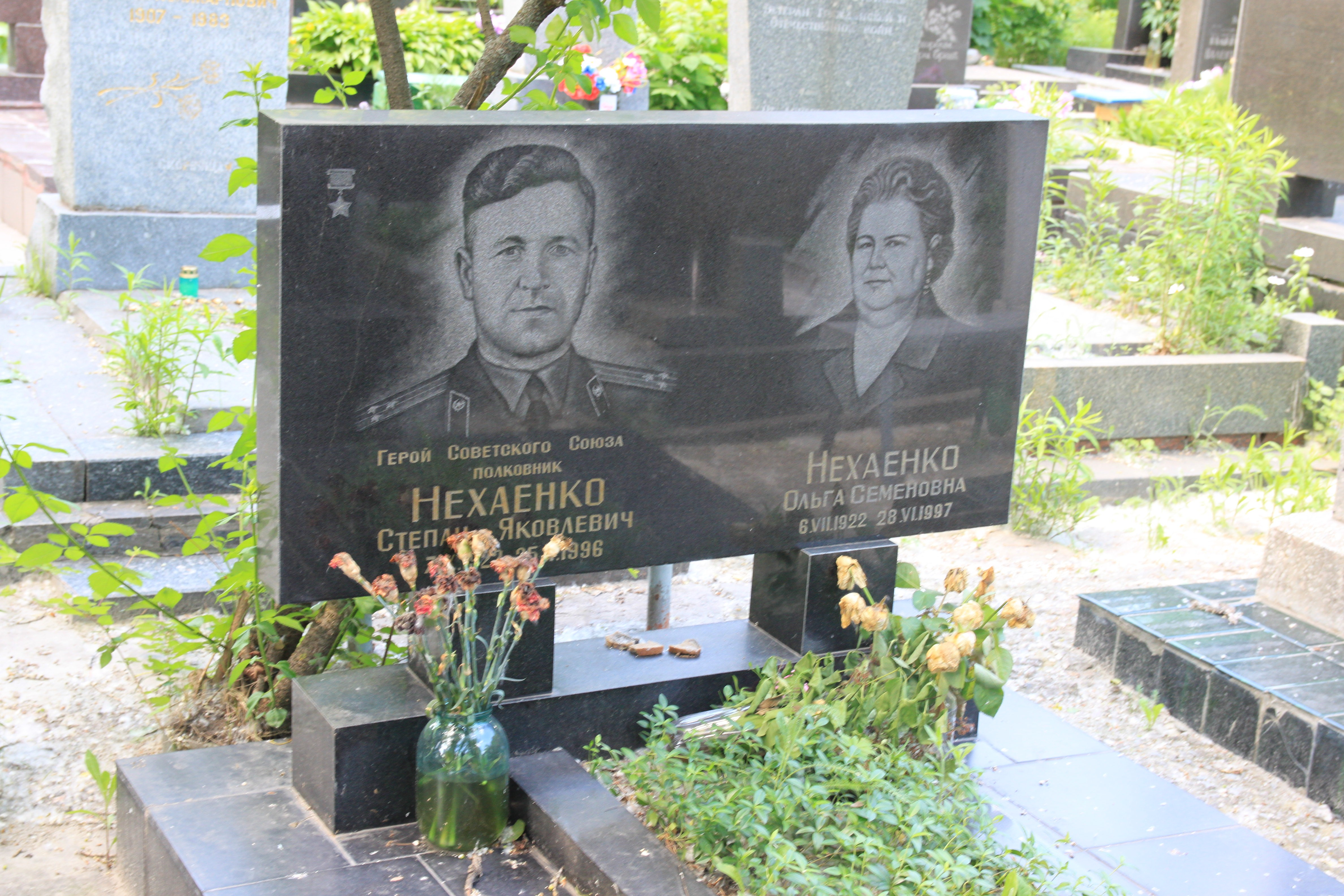
Могила Нехаенко на Лукьяновском военном кладбище.

- Имя Героя высечено золотыми буквами в зале Славы Центрального музея Великой Отечественной войны в Парке Победы г. Москва.
- Установлен на Лукьяновском военном кладбище в Киеве надгробный памятник на могиле Героя.